# Військові дії в мирний час
«Військові дії в мирний час» (болг. Военни действия в мирно време) — болгарський художній фільм ( драма, короткометражний, романтичний) 1922 року. Сценарист і режисер Василь Гендов, оператор — Йосиф Райфлер.
За словами Василя Гендова, зйомки фільму розпочалися у квітні 1919 року, а прем’єра відбулася восени 1919 року.

## Сюжет
Софія. Агенти іноземної розвідки отримують наказ заволодіти важливими секретними документами військового міністерства. Для цього вони вербують дівчину, яка працює в нічному клубі. За їхнім завданням вона знайомиться і заводить роман зі штабним офіцером міністерства. Раптове кохання між ними руйнує плани шпигунів. Дівчина розкриває змову коханому, який намагається заарештувати шпигунів. Під час погоні вони вбивають офіцера і дівчину в готельному номері.

## Акторський склад
- Олександр Кребс - офіцер
- Жана Гендова – дівчина
- Василь Гендов – перший агент
- Драго Алексієв – другий агент
- Георгій Сотіров – третій агент

## Зовнішні посилання
- Военни действия в мирно време на сайті IMDb (англ.)